# 尤寧米爾斯 (北卡羅萊納州)
尤寧米爾斯（英語：Union Mills）是位於美國北卡羅萊納州拉瑟福縣的非建制地區。

## 歷史
尤寧米爾斯的郵局自1892年營運至今。

## 地理
尤寧米爾斯所處的海拔為高於海平面328米（即1076英呎），而該地所採用的時區為UTC-5，即北美东部时区（EST）。同時該地設有夏令時間，為UTC-5調快一小時，即UTC-4（EDT）。